# Saison 2 de That '70s Show
Chronologie
Saison 1 de That '70s Show Saison 3 de That '70s Show
Cet article présente le guide des épisodes de la deuxième saison de la série télévisée That '70s Show.

## Distribution
Sont crédités du statut d'acteurs principaux pour cette saison :
- Topher Grace (VF : Maël Davan-Soulas) (Eric Forman)
- Mila Kunis (VF : Sarah Marot) (Jackie Burkhart)
- Ashton Kutcher (VF : Tony Marot) (Michael Kelso)
- Danny Masterson (VF : Pascal Grull) (Steven Hyde)
- Laura Prepon (VF : Vanina Pradier) (Donna Pinciotti)
- Wilmer Valderrama (VF : Paolo Domingo) (Fez)
- Debra Jo Rupp (VF : Dany Laurent) (Kitty Forman)
- Kurtwood Smith (VF : Serge Blumenthal) (Red Forman)
- Tanya Roberts (VF : Annie Le Youdec) (Midge Pinciotti)
- Don Stark (VF : Paul Borne) (Bob Pinciotti)
- Lisa Robin Kelly (VF : Natacha Muller) (Laurie Forman)

- Des acteurs invités se joignent à la distribution de chaque épisode, de manière plus ou moins récurrente.

## Épisodes
| Numéros | Titres                                            | Scénariste(s) | Réalisateur(s) | Diffusion américaine | Diffusion française | Production |
| --- | ------------------------------------------------- | ------------- | -------------- | -------------------- | ------------------- | ---------- |
| 26 (2-01) | Le Vide-Grenier Garage Sale                       |               | David Trainer  | 28 septembre 1999    | sur Jimmy           | 204        |
| Kitty et Red organisent une brocante au cours de laquelle Hyde, (désireux d'y participer) se joint. N'ayant rien à vendre, il décide de cuisiner des Brownies qu'il mélange à de la Marijuana. Ayant mangé de ces gâteaux, Red, Kitty, Midge et Bob deviennent plus ou moins "fous" et Red vend la Vista Cruiser sous l'influence de la drogue. Avec l'aide de Hyde, Eric cherche à récupérer sa voiture. Pendant ce temps, le reste de la bande se rend au cinéma et Jackie avoue à Fez qu'elle le trouve tordant. Pensant qu'elle est amoureuse de lui, le jeune homme l'embrasse sous les yeux horrifiés de Donna et de Kelso. Notes : Le générique change à partir de cette saison incluant Lisa Robin Kelly en tant que personnage régulier et le "Oh Yeah" étant remplacé par les paroles "We're allright" (répétées deux fois). De même, Danny Masterson ne hurle plus "Hello Wisconsin" mais "I love Wisconsin" et les principaux protagonistes n'occupent plus la Vista Cruiser pendant la durée intégrale de la chanson. Fez embrasse Jackie pour la première fois, bien qu'ils ne sortent pas officiellement ensemble.                                                                             |                                                   |               |                |                      |                     |            |
| 27 (2-02) | Le Dernier Jour de Red Red's Last Day             |               | David Trainer  | 5 octobre 1999       | sur Jimmy           | 201        |
| Très dépressif à l'idée d'affronter son dernier jour de travail, Red se rend avec anxiété à l'usine. À la fin de la journée, il part s'enivrer dans un bar avec ses collaborateurs. Kitty envoie Hyde, Eric et Fez le chercher mais elle doit en fin de compte, ramener tout le monde. Pendant que Jackie et Donna parlent de sexe, Kelso achète un nouveau Van dans le but d'impressionner Laurie. Note : C'est à partir de cet épisode que Kelso se mettra à sortir avec deux filles en même temps. |                                                   |               |                |                      |                     |            |
| 28 (2-03) | Glamour et rock'n' roll The Velvet Rope           |               | David Trainer  | 12 octobre 1999      | sur Jimmy           | 202        |
| Fatiguée du comportement de ses parents qui se disputent son affection, Donna oblige Eric, Hyde et Fez à l'accompagner en discothèque. Le physique de Donna, l'aisance de Fez sur la piste et la révolte de Hyde leur valent à tous trois le droit d'entrer. Eric tente de convaincre le videur de passer lui aussi, mais ne trouve aucun argument de choix. De son côté, Jakie persuade Kelso de l'habiller, de le coiffer et de le maquiller comme une femme. Pendant ce temps, Red se met en tête d'obtenir un nouvel emploi et se base sur trois critères : l'expérience, la loyauté et le travail sérieux. Mais tous ses ex- collaborateurs ont décidé de s'appuyer sur les mêmes critères. |                                                   |               |                |                      |                     |            |
| 29 (2-04) | Laurie et son professeur Laurie and the Professor |               | David Trainer  | 19 octobre 1999      | sur Jimmy           | 203        |
| Laurie révèle à ses parents qu'Eric a un suçon dans le cou. Alors que Fez qui ignore de quoi il s'agit, cherche à s'en faire un, Bob et Midge se disputent leur fille en lui achetant chacun des vêtements. Eric croit découvrir la raison du retour de Laurie à la maison lorsqu'il surprend un des professeurs de psychologie de sa sœur en train de l'embrasser à pleine bouche dans le garage. Hyde cherche une nouvelle pièce de la maison dans laquelle il pourrait dormir tranquillement. |                                                   |               |                |                      |                     |            |
| 30 (2-05) | Halloween                                         |               | David Trainer  | 26 octobre 1999      | sur Jimmy           | 208        |
| Tous les membres de la bande se rendent à leur ancienne école primaire presque entièrement brûlée à cause d'un incendie. Fez découvre les joies d'Halloween tandis que le reste du groupe se plonge dans d'anciens dossiers qui ont survécu au feu. Chacun découvre des secrets sur les autres... Par ailleurs, Red et Kitty se souviennent de leur premier Halloween à Point Place. Notes : Nous apprenons que Kelso a 18 ans et qu'il a refait son CP parce qu'il n'aimait pas les cours d'écriture. Hyde le frappe et lui dit qu'il aurait pu acheter de la bière pour tout le groupe. Il faut savoir que ce n'est qu'à partir de 1986 que l'État du Wisconsin modifia ses lois et fit passer l'âge de la majorité à 21 ans. L'histoire se déroulant en 1977, Kelso était déjà majeur. L'histoire de Kitty et de Red se constitue essentiellement d'un flash-back ce qui explique la présence du noir et blanc et de la mère de Red (le personnage décéda à la fin de la première saison). Par ailleurs, nous découvrons l'origine de cette manie que Red a de proférer des insultes. Bien que créditée, Lisa Robin Kelly ne figure pas dans cet épisode. Le personnage de Laurie est toutefois mentionné. |                                                   |               |                |                      |                     |            |
| 31 (2-06) | Vanstock Van Stock                                |               | David Trainer  | 2 novembre 1999      | sur Jimmy           | 210        |
| Laurie accompagne les membres du groupe à un festival d'automobiles et se découvre de nombreux points communs avec Jackie, au grand dam de Kelso. Eric avoue à Donna qu'il était au courant pour leur liaison mais qu'il n'a rien dit par fidélité à son ami. De leur côté, Hyde et Fez partent en quête de sous-vêtements dans le but de draguer des filles. Le banquet de l'hôpital dans lequel Kitty travaille a lieu et sous l'influence de Midge, Red se met à regarder des soaps-opéras. Note : Don Stark n'apparaît pas dans cet épisode. |                                                   |               |                |                      |                     |            |
| 32 (2-07) | L'amour, c'est du gâteau I Love Cake              |               | David Trainer  | 9 novembre 1999      | sur Jimmy           | 205        |
| Eric est si troublé devant la déclaration d'amour de Donna, qu'il ne trouve rien de mieux à lui répondre que j'aime les gâteaux. Chaque fois qu'il essaie de se justifier, il ne réussit qu'à s'enfoncer davantage. Kelso arrive avec une nouvelle veste de cuir ce qui lui vaut l'approbation de Jackie, mais les moqueries de Hyde, Fez et Laurie. Après une énième dispute, Midge renvoie Bob de la maison et celui-ci s'installe chez les Forman. Red décide alors de le renvoyer dans sa propre habitation. Note : Aucun personnage secondaire ou récurrent n'apparaît dans cet épisode. |                                                   |               |                |                      |                     |            |
| 33 (2-08) | Donna fait le mur Donna and Eric Sleepover        |               | David Trainer  | 16 novembre 1999     | sur Jimmy           | 207        |
| Eric et Donna couchent ensemble mais sans faire l'amour. Sous la pression de ses copains, Eric décide de passer à l'action la nuit suivante. Pendant ce temps, Hyde remarque que les Forman ont de grandes difficultés financières et budgétaires. Il postule pour un travail dans un magasin spécialisé dans le développement de pellicules photographiques et découvre qu'il est un accro du travail à côté de son patron Leo. Notes : Bien que crédités, Tanya Roberts, Don Stark et Lisa Robin Kelly ne figurent pas dans cet épisode. Tommy Chong apparaît pour la première fois dans le rôle de Leo. |                                                   |               |                |                      |                     |            |
| 34 (2-09) | Eric se fait virer Eric Gets Suspended            |               | David Trainer  | 30 novembre 1999     | sur Jimmy           | 209        |
| Dans l'attention de faire cesser les disputes parentales, Donna se met à récolter des mauvaises notes et à fumer. Un professeur aperçoit Eric tenant la cigarette de Donna et le renvoie. Hyde et Fez se rendent à un double rendez-vous tandis que Kelso se brouille avec Jackie car il refuse de placer les peluches de son amie dans sa camionnette. |                                                   |               |                |                      |                     |            |
| 35 (2-10) | L'Anniversaire de Red Red's Birthday              |               | David Trainer  | 7 décembre 1999      | sur Jimmy           | 206        |
| Le jour de l'anniversaire de Red, le morceau de toit de la maison qui recouvre la chambre parentale s'effondre et Eric ne trouve rien de mieux que d'offrir à son père des planches afin qu'il le répare. Par ailleurs, le jeune homme s'indigne lorsqu'il découvre que Donna préfère se confier à Hyde plutôt qu'à lui lorsqu'elle ne va pas bien. Dans la soirée, Red et Kitty se rendent au restaurant avec les Pinciotti, mais ceux-ci arrivent chacun avec un partenaire différent. |                                                   |               |                |                      |                     |            |
| 36 (2-11) | Laurie déménage Laurie Moves Out                  |               | David Trainer  | 14 décembre 1999     | sur Jimmy           | 211        |
| Laurie quitte le foyer familial pour emménager avec une copine mais en allant lui rendre visite, Red et Eric découvrent qu'elle vit désormais avec un homme, qui s'avérera de surcroît être un homme marié. Red, qui avait cédé la chambre de sa fille à Hyde, est dans tous ses états. Jackie soupçonne Kelso de la tromper. Note : Tanya Roberts et Don Stark ne figurent pas dans cet épisode bien qu'ils soient crédités. |                                                   |               |                |                      |                     |            |
| 37 (2-12) | Le magot d'Éric Eric's Stash                      |               | David Trainer  | 11 janvier 2000      | sur Jimmy           | 213        |
| Cela fait maintenant un an que Donna sort avec Eric et elle souhaite lui offrir une montre à l'occasion. Eric aimerait lui payer un collier mais tout son argent disparaît de l'endroit où il l'a caché. Soupçonnant tout le monde d'avoir fait le coup, il accuse injustement Hyde mais découvre le vrai coupable quelque temps après. Pendant ce temps, Jackie participe à un concours de beauté avec l'aide de Kelso et de Fez. |                                                   |               |                |                      |                     |            |
| 38 (2-13) | La Chasse Hunting                                 |               | David Trainer  | 18 janvier 2000      | sur Jimmy           | 212        |
| Red décide d'aller chasser le cerf mais il est obligé de se rendre avec Bob dans les bois car son voisin possède un chalet de chasse. Il emmène avec lui Eric (qui aurait préféré rester chez lui), Hyde (réticent à l'idée de tuer), Kelso (qui se prend pour le nouveau Robin des Bois) et Fez (qui tue deux corbeaux à l'aide d'un lance-pierres et fait croire à ses amis qu'il a assassiné des faisans). Durant cette aventure, Eric refuse de tuer un cerf et doit affronter la colère de son père qui devient, au fil de l'histoire, plus compréhensif. Pendant ce temps, Kitty, Donna, Midge, Jackie et Laurie entament un poker. Afin que sa mère gagne, Laurie décide de tricher. Note : Aucun personnage récurrent ou secondaire ne figure dans cette histoire. |                                                   |               |                |                      |                     |            |
| 39 (2-14) | Red est engagé Red's New Job                      |               | David Trainer  | 1er février 2000     | sur Jimmy           | 215        |
| Un nouveau magasin ouvre en ville et Red pense décrocher une place de chef de rayon mais Eric se fait engager en premier comme magasinier. Pendant ce temps, Laurie menace de tout révéler à Jackie si Kelso la quitte. |                                                   |               |                |                      |                     |            |
| 40 (2-15) | Au feu ! Burning Down the House                   |               | David Trainer  | 7 février 2000       | sur Jimmy           | 216        |
| Jackie organise une soirée chez elle et invite Kelso, Donna et Eric. Croyant bien faire, Kelso invite Hyde et Fez et Jackie confie à Donna qu'elle l'envie parce qu'Eric se comporte plus intelligemment que Kelso. Eric, à qui Donna a conseillé de se laisser aller, s'enivre et Kelso met le feu à la maison de Jackie. Pendant ce temps, Red rapporte à Bob un objet que ce dernier lui avait prêté il y a quelques mois et découvre que son voisin porte une perruque. Au cours d'une partie de scrabble, Bob se montre sous son vrai jour, ce qui déclenche l'hilarité générale de Red, Midge et Kitty. Notes : Lisa Robin Kelly est absente de cet épisode. À noter l'apparition d'Amy Adams dans le rôle de Kat Peterson dans cet épisode. |                                                   |               |                |                      |                     |            |
| 41 (2-16) | La première fois The First Time                   |               | David Trainer  | 14 février 2000      | sur Jimmy           | 217        |
| Eric et Donna passent à la pratique pour la première fois, mais Eric se sent mal à l'aise lorsque Donna révèle à tout le monde qu'elle l'a trouvé médiocre. De son côté, Red reçoit sa première paie et achète une moto. Dans un premier temps, Kitty déteste le véhicule mais finit par y prendre goût. Note : Aucun personnage secondaire ou récurrent n'est présent dans cet épisode. |                                                   |               |                |                      |                     |            |
| 42 (2-17) | C'est la fête Afterglow                           |               | David Trainer  | 14 février 2000      | sur Jimmy           | 218        |
| Bob et Midge renouvellent leurs vœux de mariage et chargent Donna de leur écrire un discours. Ne sachant pas quoi mettre, la jeune fille s'inspire de sa propre relation avec Eric. Bob choisit Red comme témoin d'honneur et Kitty fait tout pour devenir demoiselle d'honneur. En dépit des menaces de Laurie, Kelso fait croire à Jackie qu'il ne la trompe pas tandis que Hyde, chargé de faire des photographies, délaisse cette tâche à Léo en lui faisant croire que lui-même ne peut prendre des photos, à cause de son œil de verre. Le jour venu, Léo oublie son matériel. Note : En guest-stars, trois anciennes James Bond girls (comme Tanya Roberts) : Maud Adams, Barbara Carrera et Kristina Wayborn, demoiselles d'honneur. |                                                   |               |                |                      |                     |            |
| 43 (2-18) | Le rêve de Kitty Kitty and Eric's Night Out       |               | David Trainer  | 28 février 2000      | sur Jimmy           | 214        |
| Kitty se sent délaissée par son propre fils, ce qui incite Red à demander à Eric de passer au moins une soirée avec sa mère. Tous deux se rendent au cinéma et regardent un film rempli de scènes de drogues et de pornographie. De son côté, Kelso découvre que Fez a une petite amie ce qui rend Jackie jalouse à la surprise de Donna. Hyde et Léo jouent au jeu de la vie et Léo révèle qu'il préfère s'inventer une vie car son existence le déçoit profondément. Note : Lisa Robin Kelly n'apparaît pas dans cet épisode. |                                                   |               |                |                      |                     |            |
| 44 (2-19) | Les parents l'apprennent Parents Find Out         |               | David Trainer  | 7 mars 2000          | sur Jimmy           | 222        |
| Red et Kitty découvrent que la police a arrêté Eric et Donna qui faisaient l'amour dans la Vista Cruiser. Ils obligent Donna à tout révéler à Midge et Bob. Kelso installe une nouvelle radio dans son van et demande à Hyde et Fez de l'accompagner dans une partie de drague à l'improviste. Note : Lisa Robin Kelly n'apparaît pas dans cet épisode. |                                                   |               |                |                      |                     |            |
| 45 (2-20) | Le Baiser de la mort Kiss of Death                |               | David Trainer  | 20 mars 2000         | sur Jimmy           | 219        |
| Laurie offre un baiser d'adieu à Kelso qui s'apprêtait à rompre avec elle. Jackie les voit s'embrasser et quitte Kelso. Eric écrase accidentellement le chat de Donna et ne sait pas comment le lui avouer, bien qu'il en ait vraiment l'intention. Après avoir mangé trop de biscuits au fromage, Fez tombe malade et doit se faire opérer. Note : Cet épisode ne comporte pas de personnages secondaires ou récurrents. |                                                   |               |                |                      |                     |            |
| 46 (2-21) | La Chanson de Kelso Kelso's Serenade              |               | David Trainer  | 27 mars 2000         | sur Jimmy           | 220        |
| Sur les conseils de Hyde et de Fez, Kelso écrit une chanson pour Jackie mais celle-ci n'apprécie pas du tout son geste. Pendant ce temps, Eric et Donna discutent de leurs problèmes de couple tandis que Kitty cuisine des crêpes suédoises afin de convaincre Red et Laurie de rendre visite à une vieille tante aigrie. |                                                   |               |                |                      |                     |            |
| 47 (2-22) | Jackie tourne la page Jackie Moves On             |               | David Trainer  | 3 avril 2000         | sur Jimmy           | 221        |
| Eric et Laurie entament une rivalité fraternelle sérieuse tandis que Fez cherche à séduire en vain Jackie. Red invite Kitty à dîner et lui demande de porter à l'occasion le collier que sa mère lui a offert. Mais Kitty a vendu le bijou... |                                                   |               |                |                      |                     |            |
| 48 (2-23) | Le Jour du Seigneur Holy Crap                     |               | David Trainer  | 1er mai 2000         | sur Jimmy           | 223        |
| Lorsque Red, Eric et Laurie refusent d'aller à l'église, Kitty se démène pour trouver une solution afin de les faire changer d'avis. Afin de reconquérir le cœur de Jackie, Kelso se laisse pousser la barbe, mais l'idée germe également dans l'esprit de Fez qui obtient des résultats plus encourageants. Note : Cet épisode marque la première apparition (sur six en tout) du Pasteur Dave interprété par l'acteur Kevin McDonald |                                                   |               |                |                      |                     |            |
| 49 (2-24) | Red exerce son autorité Red Fired Up              |               | David Trainer  | 8 mai 2000           | sur Jimmy           | 224        |
| Kelso recommence à sortir avec Laurie, en dépit des conseils que le reste du groupe lui prodigue. Parallèlement, Red se montre charmant envers Eric et décharge sa colère sur un autre employé un peu idiot, Earl. Mais plus tard, Red licencie Earl et Eric se pose des questions sur le comportement de son père. Note : Tanya Roberts et Don Stark ne figurent pas dans cet épisode. |                                                   |               |                |                      |                     |            |
| 50 (2-25) | Cat Fight Club                                    |               | David Trainer  | 15 mai 2000          | sur Jimmy           | 225        |
| Hyde donne des cours de relaxation à Jackie afin qu'elle soit plus imperméable face aux insultes de Laurie. De son côté, Red découvre que sa fille et Kelso sortent ensemble. Note : Aucun personnage secondaire ou récurrent ne figure dans cet épisode. |                                                   |               |                |                      |                     |            |
| 51 (2-26) | La Face cachée de Donna Moon Over Point Place     |               | David Trainer  | 22 mai 2000          | sur Jimmy           | 226        |
| Eric se frustre lorsqu'il découvre que Donna a photographié ses fesses dans le livre de fin d'année et Fez se vexe de ne pas y voir son propre portrait. Jackie et Hyde commencent à se voir sous un autre angle après que Jackie a rapporté de la drogue au lycée et que Hyde s'est dénoncé à sa place. Bob en veut à Eric d'avoir couché avec Donna. |                                                   |               |                |                      |                     |            |